# Stéphanie Latte Abdallah
Stéphanie Latte Abdallah est une historienne et politiste française, spécialisée sur le Moyen-Orient et les sociétés arabes. Ses recherches et sa formation se situent au croisement de plusieurs disciplines des sciences humaines et sociales (histoire contemporaine, politologie, anthropologie, sociologie et littérature).
Directrice de recherche au CNRS, elle est rattachée au Centre d'études en sciences sociales du religieux (CESOR) de l'École des hautes études en sciences sociales (EHESS).

## Biographie
Basée à l’Institut français du Proche-Orient à Amman en Jordanie, elle fait une thèse de doctorat en histoire contemporaine consacrée à l’histoire des réfugiés palestiniens et à l’histoire des femmes et du genre dans les camps palestiniens de Jordanie qu’elle soutient à l’EHESS en 2004. Elle est récompensée par le prix du journal Le Monde de la recherche universitaire en 2005 et publiée aux Presses Universitaires de France en 2006 (Femmes réfugiées palestiniennes).
La même année, elle est recrutée au CNRS et rejoint l’Institut de Recherches et d’Études sur les Mondes Arabes et Musulmans à Aix-en-Provence (IREMAM) (2006-2013).
En 2013, elle part s’installer dans les territoires palestiniens où elle est rattachée à l'Institut français du Proche-Orient (2013-2016).
Stéphanie Latte Abdallah est membre fondatrice du Groupement d’intérêt scientifique (GIS) du CNRS sur le Moyen-Orient et les mondes musulmans dont elle a été co-directrice de 2012 à 2017. Depuis sa participation à sa création en 2012, elle fait partie du Comité de rédaction de la revue annuelle Arabian Humanities. Revue Internationale d’archéologie et de sciences sociales sur la Péninsule arabique.
Directrice de recherche au CNRS, elle est rattachée au Centre d'études en sciences sociales du religieux (CESOR) de l'École des hautes études en sciences sociales (EHESS).

## Prises de position
En avril 2022 elle signe, avec 800 autres universitaires, une pétition qui appelle à voter Jean-Luc Mélenchon à l'élection présidentielle française.   
Lors du Mouvement social contre la réforme des retraites en France de 2023, elle signe l'une des pétitions de soutien à la Ligue des droits de l'homme auprès d'une centaine d'autres personnalités du monde de la recherche, de la politique et des arts, dans le débat face à Gérald Darmanin. 
Toujours en 2023, quelques jours après la série d'attaques terroristes du Hamas contre Israël, son intervention sur la chaîne Public Sénat fait débat. Si elle qualifie les actes du 7 octobre de terrorisme et "d'acte de terreur", elle se refuse à qualifier le Hamas de groupe terroriste sans prendre en compte l'histoire du mouvement et de ses différentes organisations depuis leur fondement ce qui « trouble »Thomas Hugues, le présentateur de l'émission. Elle estime, en effet, qu'il y a une "différence entre les actes commis, [qui sont des actes de terreur] et l'organisation qui les commet". La journaliste Alix L'Hospital dans L'Express considère que, comme François Burgat, elle tient un discours proche des « idiots utiles » du Hamas, repris ensuite par La France Insoumise. À l'inverse, des médias comme Mediapart, qui considère qu'elle est attaquée pour avoir tenu une « parole pro-palestienne » ou le site d'extrême gauche « Révolution permanente » prennent sa défense considérant que les médias cherchent à « criminaliser le soutien à la Palestine ». Stéphanie Latte Abdallah déclare quant à elle être pro droit international .

## Publications

### Ouvrages
- Des morts en guerre. Détention des corps et figures du martyr en Palestine, Paris, Karthala, 2022
- La toile carcérale. Une histoire de l’enfermement en Palestine, Paris, Bayard, 2021. Traduction anglaise : A History of Confinement in Palestine: The Prison Web, Palgrave Macmillan, 2022.
- Femmes réfugiées palestiniennes, Paris, Presses Universitaires de France, 2006 [traduit en arabe Lajiat min Falestin. Shakhsiat tabhath laha can tarikh, Beyrouth, Arab Scientific Publishers, Inc., 2006].

### Direction d'ouvrages collectifs
- (avec Véronique BONTEMPS) (dir.), Gaza, une guerre coloniale, Sindbad Actes Sud, Institut d'Études Palestiniennes, mai 2025 ISBN : 978-2-330-20433-4.
- (avec Cédric Parizot) (dir.), Israël/Palestine. L’illusion de la separation, Aix-en-Provence, PUP, 2017.
- (avec Cédric Parizot) (dir.), A l’ombre du Mur. Israéliens et Palestiniens entre occupation et séparation, Arles, Actes Sud/MMSH, septembre 2011. Traduction anglaise : Palestinians and Israelis in the Shadows of the Wall. Spaces of Separation and Occupation, Ashgate, May 2015.
- (dir.), Images aux frontières. Représentations et constructions sociales et politique. Palestine, Jordanie 1948-2000, Beyrouth, Institut Français du Proche-Orient (IFPO), 2005

### Directions de revues
- (dir.), Le féminisme islamique aujourd’hui, Critique Internationale, no 46, janvier-mars 2010 [Updated version in English : Islamic feminism today, 2013.
- (avec Leyla Dakhli) (dir.), Des engagements féminins au Moyen-Orient (XXe – XXIe siècles), Le Mouvement Social, no 231, avril-juin 2010.
- (dir.) Féminismes islamiques, Revue des mondes musulmans et de la Méditerranée (REMMM), n°128-2, décembre 2010.

### Sélection d’articles
- “Une terre partagée”, Esprit, Juillet 2018, (en ligne 7 juin 2018).
- « Cimetières des nombres et corps mobiles. Des morts en guerre (Palestine/Israël) », dans Mourir ailleurs (XVIe – XXIe siècles), Revue Diasporas, no 30, 2017/2.
- « Palestine. Une ‘toile carcérale’ qui enserre toute la société », Orient XXI, 23 mai 2017.
- « Entre dedans et dehors : vécus parentaux des détenus politiques palestiniens en Israël », dans Coline Cardi, Stéphanie Latte Abdallah (dir.), Parentalités enfermées, Champ Pénal/Penal Field, Vol. XI, 2014.
- (avec Coline Cardi), « Vécus de la carcéralité des mères et des pères », dans Coline Cardi, Stéphanie Latte Abdallah (dir.), Parentalités enfermées, Champ Pénal/Penal Field, Vol. XI, 2014.
- « Des féminités mobilisées et incarcérées en Palestine », in Critique Internationale, 2013/3 n° 60, p. 53-69.
- « L’exil palestinien : une histoire visuelle », publication sur le site de l’Institut National de l’Audiovisuel (INA-MEDMEM) en français/anglais et arabe, 2013.
- “Islamic Feminism twenty years on: The Economy of a Debate and New Fields of Research”, in Stéphanie Latte Abdallah (dir.), Islamic feminism today, Critique Internationale, 2013.
- « Le ‘printemps’ palestinien : une société civile dans l’entre-deux du conflit », in Tumultes, Le Moyen-Orient en mouvement, n°38-39, 2012, p. 369-387.
- « Féminismes islamiques et postcolonialité au début du XXIe siècle », in Revue Tiers Monde, Féminismes décoloniaux, genre et développement, n°209, janvier-mars 2012, p. 53-70.
- “Exile, Familial Ideology, and Gender Roles in Palestinian Camps in Jordan (1948-2000’s)” in Christopher Johnson, David Warren Sabean, Simon Teuscher, Francesca Trivellato, eds., Trans-regional and Transnational Families in Europe and Beyond: Experiences Since the Middle Ages, Berghahn Books, 2011, p. 271-294.
- « Les féminismes islamiques au tournant du XXIe siècle », », dans Latte Abdallah, Stéphanie (dir.) Les féminismes islamiques : de leurs frontières au politique, Revue des mondes musulmans et de la Méditerranée (REMMM), n°128-2, décembre 2010, p. 13-31.
- « Engagements islamiques en Jordanie. La part du politique, la part féministe », dans Latte Abdallah, Stéphanie (dir.) Les féminismes islamiques : de leurs frontières au politique, Revue des mondes musulmans et de la Méditerranée (REMMM), n°128-2, décembre 2010, p. 183-207.
- “Fragile Intimacies: Marriage, Love and Emotions in the Palestinian Refugee Camps of Jordan (1948-2001)”, in Journal of Palestine Studies, vol 38, n°4, Summer 2009, p. 47-62 [En espagñol : « Intimidades delicadas : el matrimonio y el amor en los campos de refugiados palestinos de Jordania (1948-2001) », Instituto de Estudios Políticos para América Latina y África, 2012.
- « Vers un féminisme politique hors-frontières au Proche-Orient : regard sur les mobilisations en Jordanie (années 1950-années 2000) », in Vingtième siècle, n°103, Proche-Orient : anciennes fractures, nouvelles frontières, dirigé par Daniel Rivet, Vincent Lemire et Leyla Dakhli, été 2009, p. 177-195.
- « Regards, visibilité historique et politique des images des réfugiés palestiniens depuis 1948 », in Le Mouvement social, n°219-220, printemps-été 2007, p. 65-91.

## Filmographie
- 2017 : Innermapping, 51' (Palestine/France, Imad Ahmad Audio Visual Production / CNRS images, co-réalisé avec Emad Ahmad)